# Liste de crustacés endémiques de France
Une espèce biologique est dite endémique d'une zone géographique lorsqu'elle n'existe que dans cette zone à l'état spontané.
Cet article liste les espèces de crustacés endémiques de France (départements métropolitains, départements d'outre-mer et collectivités d'outre-mer, à l'exclusion des territoires d'outre-mer). Les espèces éteintes sont prises en considération si elles ont été observées vivantes après 1500.

## Amphipodes

### Ingolfiellidés
- Ingolfiella thibaudi (nappes phréatiques de l'Ardèche et du Chassezac)

### Niphargidés
- Niphargus balazuci (grotte du Colombier, Ardèche)
- Niphargus gineti (Causses)
- Niphargus ladmiraulti (entre Loire et Garonne)

## Copépodes

### Canthocamptidés
- Antrocamptus catherinae
- Antrocamptus chappuisi
- Antrocamptus longifurcatus
- Antrocamptus stygius
- Ceuthonectes boui
- Ceuthonectes bulbiseta
- Ceuthonectes chappuisi
- Ceuthonectes gallicus
- Ceuthonectes vievillae

### Parasténocarididés
- Parastenocaris boulouensis
- Parastenocaris douellensis

## Isopodes

### Asellidés
- Proasellus beroni (Corse)
- Proasellus racovitzai (système souterrain du Goueil-di-Her, Haute-Garonne)

### Cirolanidés
- Faucheria faucheri (Languedoc)
- Sphaeromides raymondi (Ardèche et Hérault)

### Sphaeromatidés
- Caecosphaeroma burgundum (est du Bassin parisien et Vendée)
- Caecosphaeroma virei (Jura franc-comtois)

### Sténasellidés
- Stenasellus buili (karst de l'Aude, de l'Hérault et des Pyrénées-Orientales)

### Trichoniscidés
- Nesiotoniscus corsicus (Corse)
- Nesiotoniscus ribensis
- Oritoniscus cebenicus
- Oritoniscus legrandi
- Oritoniscus paganus (Corse)
- Oritoniscus rousseti
- Oritoniscus vandeli

## Ostracodes

### Entocythéridés
- Sphaeromicola cebennica
- Sphaeromicola juberthiei

## Décapodes

### Atyidés
- Bresilia corsicana
- Troglocaris inermis (sud de la France ; grottes)

### Hippolytidés
- Eualus marioni

### Palaemonidés
- Balssia noeli